# Tumuli de Chausse
Les tumulus de Chausse (aussi désignés comme tumulus de Mons ou tumulus de la Chau) sont trois tumulus situés dans la commune de Saint-Georges, dans le département français du Cantal, en Auvergne. Le dolmen de Mons est situé à proximité.
Ils font l'objet d'une inscription aux monuments historiques depuis le 21 septembre 2010.

## Situation
Pour la situation géographique des tumulus, se référer à l'Atlas des patrimoines.

## Historique
|                                                            |
| Tumulus sur la parcelle ZH 3 (45° 02′ 39″ N, 3° 06′ 54″ E) |

|                                                             |
| Tumulus sur la parcelle ZH 33 (45° 02′ 36″ N, 3° 07′ 02″ E) |

|                                                             |
| Tumulus sur la parcelle ZE 24 (45° 02′ 42″ N, 3° 07′ 14″ E) |

## Description
La zone compte une douzaine de tumulus (dont celui du dolmen de Mons) qui constituent une sorte de cimetière aristocratique.